# Кросфіт

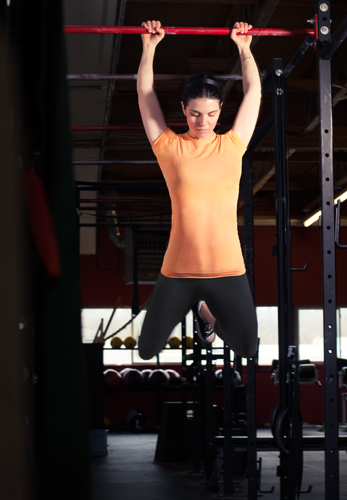
Жінка підтягується

Кросфіт (з англ. CrossFit) — брендована методика фітнесу, створена Ґреґом Ґласманом. Зареєстрована торгова марка організації CrossFit, Inc., яку заснували Ґреґ Ґласман та Лорен Дженай у 2000 році. Тренування кросфіту просувають і як філософію фізичних вправ, і як змагальний вид спорту; до них входять елементи високоінтенсивного інтервального тренування, важкої атлетики, пліометрики, пауерліфтингу, гімнастики, гирьового спорту, зарядки, стронґмену та інші вправи. Такі тренування практикують члени більш ніж 13 000 спортзалів-філій, більше половини яких розташовано у Сполучених Штатах, а також люди, що виконують щоденні тренування.

## Огляд
Кросфіт — програма вправ на силу та витривалість, до складу якої входять переважно добірки аеробних вправ, зарядки та важкої атлетики. CrossFit, Inc. описує свою програму як «послідовно різноманітні функціональні рухи, виконані на високому рівні інтенсивності протягом різних часових проміжків та модальних доменів», та декларує за мету удосконалення фітнесу, який, в свою чергу, визначає як «робочий потенціал протягом різних часових проміжків та модальних доменів». Годинні заняття у філіях зазвичай містять розминку, сегмент розвитку навичок, денне високоінтенсивне тренування (workout of the day, або WOD) та період самостійних чи групових розтягувань. Результати кожного денного тренування часто оцінюють та/або додають до рейтингу для заохочення змагальної складової та відстеження індивідуального прогресу.
Кросфіт-зали використовують знаряддя з різних дисциплін, в тому числі штанги, гантелі, гімнастичні кільця, перекладини, скакалки, гирі, лікарські м'ячі, пліо-бокси, гребні тренажери та різноманітні мати.

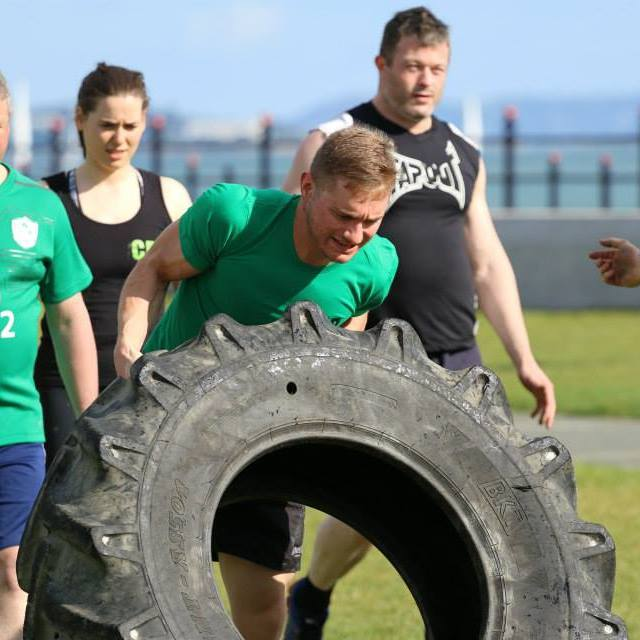
Перекид шини: рух, що деколи можна зустріти у кросфіт-тренуваннях.

«Кросфіт — це не спеціалізована фітнес-програма, а радше свідома спроба оптимізувати фізичну компетенцію у кожному з десяти визнаних фітнес-доменів», стверджує засновник Ґреґ Ґласман. Такі домени є: серцево-судинна та дихальна витривалість, опірність, сила, гнучкість, міцність, швидкість, координація, спритність, рівновага та точність.
Кросфіт приваблює як чоловіків, так і жінок: нещодавній статистичний аналіз показав, що серед учасників кросфіту чоловіки та жінки складають майже однаково по 50 %. 

## Ефективність
Теоретизують, що кросфітне поєднання опору та аеробних вправ може позитивно вплинути на розмір м'язів та рівень кортизолу, проте наразі це не було підтверджено засобами доказової медицини.

## Критика

### Травмування
Питання ризику травмування, пов'язаного з кросфіт-тренуваннями, було спірним ще з часів зростання їх популярності на початку 2000-х років. Критики звинувачують CrossFit, Inc. у використанні небезпечних рухів, недоречних рівнів інтенсивності, та в тому, що ті допускають некваліфікованих людей до статусу тренерів кросфіту.
У відповідь на ці закиди CrossFit, Inc. стверджують, що їхня методологія є порівняно безпечною навіть за невмілого виконання. Також компанія зазначає, що ризик травмування можна зменшити шляхом адаптації та масштабування тренувань, чого власне і навчає на своєму сайті в рамках курсу CrossFit Level 1 Trainer Course.
CrossFit, Inc. підтримує свою позицію цитуванням трьох академічних опитувань учасників кросфіту. Згідно цих опитувань, обчислений рівень ушкоджень становить від 2,4 до 4,1 травмувань на 1000 годин тренувань, що, на думку компанії, збігається з рівнем ушкоджень у «загальному фітнес-тренуванні», або є нижчим від нього.

### Рабдоміоліз
Деякі медики стверджують, що методологія кросфіту, а також середовище, яке створюють тренери із кросфіту, є факторами ризику для розвитку рабдоміолізу спричиненого фізичним навантаженням.